# Sigara bicoloripennis
Sigara bicoloripennis är en insektsart som först beskrevs av Walley 1936.  Sigara bicoloripennis ingår i släktet Sigara och familjen buksimmare. Inga underarter finns listade i Catalogue of Life.